# Futtitinni
Futtitinni – sycylijskie wyrażenie oznaczające „nie przejmuj się”, „olej to” lub „mam to w nosie”. Wyrażenie to odzwierciedla filozofię życia Sycylijczyków, którzy charakteryzują się spokojem i dystansem wobec trudności.
Termin ten pochodzi z Sycylii, wyspy o bogatej historii i licznych wyzwaniach, takich jak erupcje wulkanów czy trudności ekonomiczne, które wykształciły w mieszkańcach odporną i zrelaksowaną postawę.
Sycylijczycy używają tego wyrażenia, aby zachęcać do skupiania się na tym, co naprawdę ważne, zamiast stresować się drobiazgami. „Futtitinni” jest podobne do zwrotu „hakuna matata” z języka suahili, oznaczającego „nie martw się”.